# Fan Li
Pour les articles homonymes, voir Fan et Tao (homonymie).
Dans ce nom chinois, le nom de famille, Fan, précède le nom personnel.
Fan Li (chinois : 范蠡 ; pinyin : Fàn Lǐ ; 536-448 av. J.-C.) est un homme d'état chinois, stratège et économiste de la période des Printemps et Automnes, aussi connu sous le nom de Qiyi Zipi (鸱夷子皮) et resté célèbre sous le nom de Tao Zhugong (陶朱公).
Né à Chu, conseiller de Yue puis chancelier de Qi, il s'enrichit à plusieurs reprises et redistribue à chaque fois les richesses accumulées, devenant une figure légendaire du commerce chinois.
Sa conjointe Xi Shi est l'une des fameuses quatre beautés de la Chine antique.

## Biographie

### Jeunesse
Fan Li descendrait de l'empereur Yao (帝堯) qui était lui-même un descendant à la 5e génération de l'empereur Jaune (黃帝).
Fan Li est né à Sanhucheng (chinois : 三戶城 ; pinyin : sān hù chéng), une ancienne localité du Chu située de nos jours dans le xian de Xichuan près du bourg de Siwan (zh) (寺湾镇) dans la province du Henan.
Il est né à la fin du VIe siècle av. J.-C., précisément le 26 juillet 536 av. J.-C. pendant la 5e année du roi Ling de Chu (en) selon la tradition historique, ou peut-être en 517 av. J. C. selon d'autres sources.
Son nom de naissance est Shaobo (少伯).
Fan Li passe ses premières années à Chu et y étudie.
Fan Li commence à faire des affaires en fondant une pharmacie de médecine traditionnelle chinoise. La pharmacie n'a à l'origine que deux salariés âgés, oncle He (何伯) et oncle De (德叔). Cependant, l'entreprise s'étend sensiblement et embauche petit Wen (小文), le fils cadet d'oncle Bo.

### Carrière à Yue

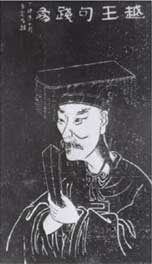
Le roi Goujian de Yue.

Le roi Goujian (en) de Yue et son ministre Wen Zhong (en) font appel à Fan Li comme conseiller.
En 496, le roi Helü de Wu tente d'envahir Yue et meurt de ses blessures. En 494, Goujian apprend que le roi Fu Chai de Wu, fils de Helü, prépare une attaque pour venger son père ; Fan Li conseille la prudence mais Goujian décide d'attaquer Wu. La bataille décisive de Fujiao (夫椒) près du lac Tai dans l'actuel Jiangsu tourne au désavantage de Yue. Goujian endure trois ans de captivité comme otage à Wu puis, de retour à Yue, engage son royaume dans une décennie de réformes économiques et politiques conseillées par Wen Zhong et par Fan Li avant de ré-attaquer victorieusement Wu en 473 et finalement l'annexer vers 470 av. J.-C. Après la victoire, Fan Li démissionne et part pour Qi. Il écrit alors dit-on de Qi une lettre à Wen Zhong lui recommandant de quitter le service du roi Goujian. Wen Zhong refuse et sera plus tard contraint au suicide par Goujian.

### Carrière à Qi

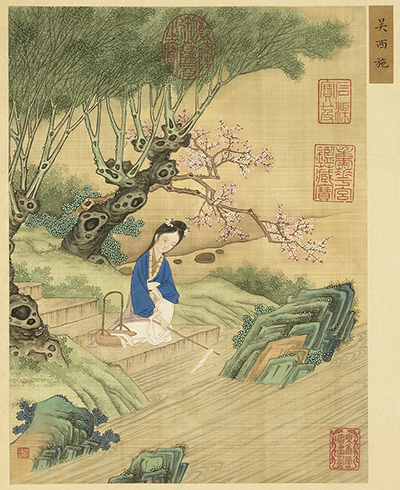
Xi Shi.

Fan Li s'installe à Qi accompagné de Xi Shi, l'une des fameuses quatre beautés de la Chine antique. Fan Li prend à cette époque le surnom de Chiyi Zipi (chinois : 鸱夷子皮 ; pinyin : chīyí zipí) et fait des affaires, accumulant les richesses en quelques années. Le roi de Qi l'invite au gouvernement dans sa capitale Linzi (临淄) aujourd'hui dans la ville de Zibo au Shandong. À peine trois ans plus tard, il rend son sceau au roi de Qi et disperse les richesses qu'il a accumulé.

### Retraite

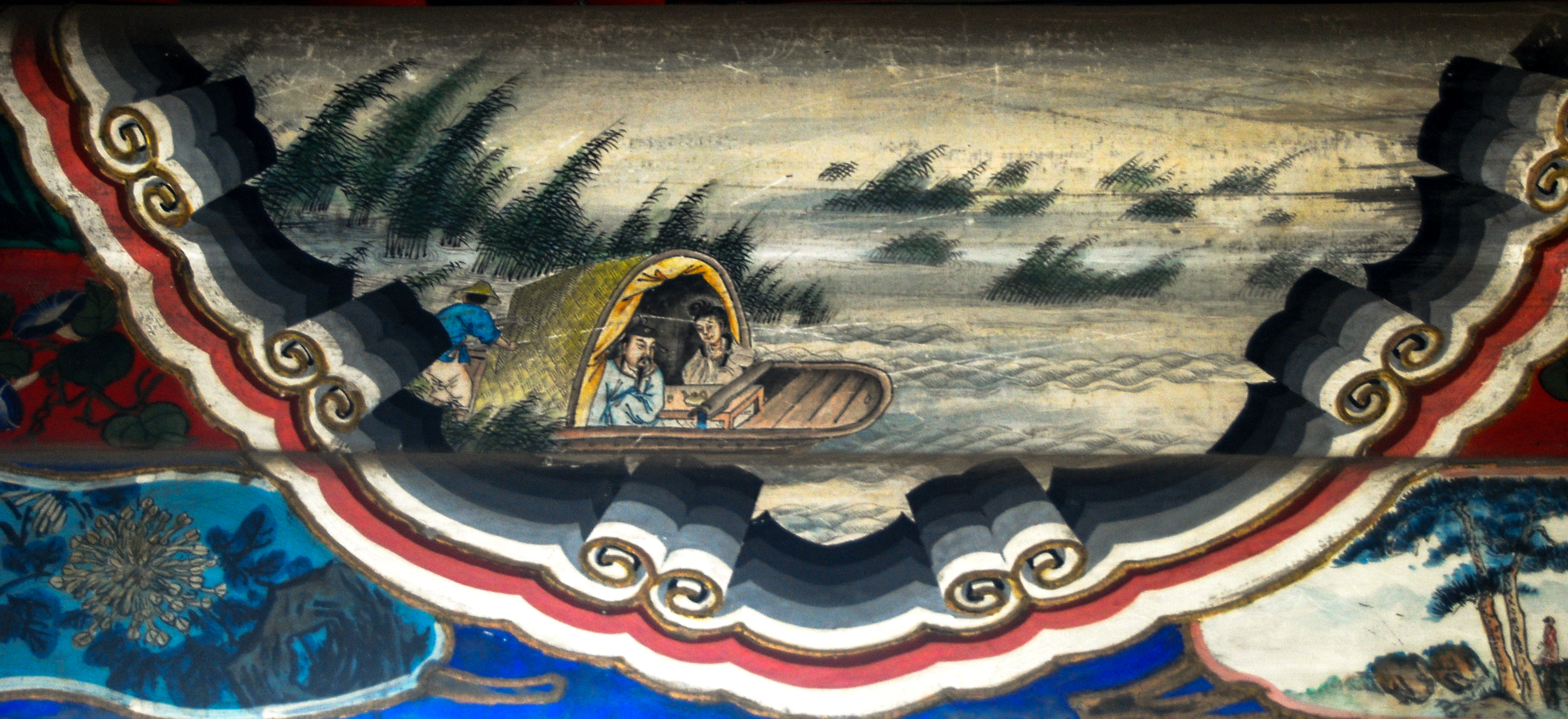
Fan Li et Xi Shi.

Fan Li et Xi Shi émigrent à nouveau, cette fois-ci à Tao (陶, au nord-ouest de l'actuel xian de Dingtao dans le Shandong). Tao est au centre du monde chinois d'alors entre les royaumes de Qi et Lu à l'est, Qin et Zheng à l'ouest, Jin et Yan au nord, Chu et Yue au sud. C'est l'endroit idéal pour faire des affaires et Fan Li s'enrichit pour la troisième fois.
C'est à cette époque qu'il prend le surnom de Tao Zhugong (chinois : 陶朱公 ; pinyin : Táo Zhūgōng) sous lequel il restera connu.
À un certain moment son fils cadet est emprisonné à Chu pour un meurtre ; Fan Li et son fils aîné interviennent auprès du ministre de Chu et tentent sans succès de le corrompre.
La tradition représente Fan Li et Xi Shi sur une barque de pêche dans les brumes du lac Tai[à vérifier] à la manière des anciens immortels taoïstes.
La légende de la retraite sur le lac avec Xi Shi est racontée dans les Annales de Wu et Yue.
Selon la tradition historique, Fan Li meurt en 448 av. J.-C. pendant la 41e année du Roi Hui de Chu.
Fan Li est l'ancêtre de Fan Zhongyan (范仲淹), célèbre chancelier de la dynastie Song.

## Publications

### L'Art de la guerre
Le Bingfa (chinois : 兵法 ; pinyin : bīng fǎ ; litt. « méthodes militaires ») de Fan Li est un ouvrage sur la stratégie militaire plus récent et moins connu que son homonyme le célèbre L'Art de la guerre de Sun Zi.

### L'Art de l'élevage des poissons
Le Yangyu jing (养鱼经 / 養魚經, yǎngyú jīng, « classique de la pisciculture ») de Fan Li est le premier ouvrage connu concernant les poissons d'élevage.

### Règles d'or de la réussite en affaires
Le Jingshang baodian (经商宝典 / 經商寶典, jīngshāng băodiăn, « collection d'affaires ») de Fan Li, qui reste très populaire aujourd'hui, décrit 12 principes et 12 pièges de la gestion d'entreprise.
Les douze règles d'or sont les aptitudes suivantes :
1. discerner le caractère des gens par l'expérience ;
2. ne jamais préjuger d'un prospect ;
3. rester concentré sur les affaires ;
4. être organisé ;
5. s'adapter, s'organiser pour répondre rapidement ;
6. contrôler le crédit, ne permettre aucun défaut de paiement, obtenir son dû ;
7. utiliser le potentiel des gens employés ;
8. renseigner les clients sur la valeur des marchandises ;
9. acheter avec discernement pour entrer en stock ;
10. savoir ce qui se vend selon les régions et les modes ;
11. définir des règles et les suivre ;
12. prévoir les tendances et les cycles du marché.

Les douze garde-fous sont :
1. pas d'avarice ;
2. faire confiance au temps ;
3. rien d'ostentatoire ;
4. rien de malhonnête ;
5. recouvrer rapidement les liquidités dues ;
6. pas de guerre des prix ;
7. pas de comportement grégaire ;
8. s'adapter au cycle des affaires et des prix ;
9. ne pas s'engluer ;
10. ne pas acheter à crédit en trop grande quantité ;
11. garder des fonds en réserve ;
12. ne pas s'engouer aveuglément pour un produit.

Des versions en bandes dessinées ou dessin animé de ce livre sont largement disponibles en Chine, à Hong Kong, à Taiwan et à Singapour, à la fois en chinois et en anglais.

### Classique des affaires
De plus, Fan Li est l'auteur d'ouvrages classiques sur la philosophie commerciale et l'art de réussir en affaires tels que le Tao Zhugong shengyi jing (陶朱公生意经, Táo Zhūgōng shēngyì jīng, « classique des affaires de Tao Zhugong » ; aussi connu sous les titres de 陶朱公商经 ou de 陶朱公商训).

## Postérité
Fan Li croit que quelqu'un qui comprend l'argent devrait être disposé à abandonner cet argent s'il devient un fardeau. Il pense que l'argent ne doit pas être pris trop au sérieux mais doit être manipulé et acquis selon un ensemble de principes à appliquer souplement selon la situation.
Célèbre pour être devenu par trois fois extrêmement riche et avoir donné à chaque fois tout ce qu'il avait, il est connu comme la personnalité à la fois la plus riche et la plus charitable de l'histoire chinoise. Il deviendra à titre posthume un des dieux de la richesse vénérés le cinquième jour du Nouvel An chinois.